# Handball-DDR-Meisterschaft 1950
Bei der Handball-DDR-Meisterschaft 1949/50 wurden die Titelträger im Hallen- und Feldhandball der Männer sowie im Feldhandball der Frauen in der neu gegründeten DDR ermittelt.

## Endrunde Hallenhandball der Männer
(21. und 22. Januar 1950 in der Leipziger Messehalle)

Der DDR-Meister wurde mit den fünf Ländermeister sowie dem Berliner Meister und der jeweiligen Vizemeister ermittelt. Über Zwischenrunde und Hauptrunde standen schließlich die Beteiligten des Halbfinales fest. Die Gewinner bestritten das Endspiel, während die Verlierer um den dritten Platz spielten.

### Vorrunde
Nach einem unbekannten Schlüssel wurden fünf Spiele festgelegt, bei denen die Gegner jeweils aus einem anderen Land kamen. Während die Gewinner sich sofort für die Hauptrunde qualifizierten, ermittelten die unterlegenen Mannschaften zwei weitere Teilnehmer für die Hauptrunde.
| BSG Neptun Rostock (MB) – ZSG Meißen (SN)                | 06:5 |
| BSG RFT Gera (TH) – BSG Chemiefaserwerk Premnitz (BB)    | 10:1 |
| SV DVP Magdeburg (SA) – BSV Grün-Weiß Baumschulenweg (B) | 08:2 |
| SG Leipzig-Ost (SN) – SV DVP Rostock (MB)                | 05:1 |
| BSG Einigkeit Forst (BB) – BSG Stahl Fraureuth (TH)      | 01:8 |
| SC Weißensee (B) – SG Prittitz (SA)                      | 03:4 |

Legende:
1. ↑  MB=Mecklenburg, SN=Sachsen, TH=Thüringen, BB=Brandenburg, SA=Sachsen-Anhalt, B=Berlin

### Zwischenrunde
| ZSG Meißen – GW Baumschulenweg Berlin          | 6:4 |
| ZSG Meißen – BSG Einigkeit Forst               | 7:3 |
| BSG Einigkeit Forst – GW Baumschulenweg Berlin | 2:1 |

| SC Weißensee – SV DVP Rostock                 | 06:1 |
| SC Weißensee – BSG Chemiefaserwerk Premnitz   | 10:3 |
| SV DVP Rostock – BSG Chemiefaserwerk Premnitz | 05:4 |

| Pl. | Mannschaft          | Tore | Punkte |
| 1   | ZSG Meißen          | 13:7 | 4:0    |
| 2   | BSG Einigkeit Forst | 05:8 | 2:2    |
| 3   | GW Baumschulenweg   | 05:8 | 0:4    |

| Pl. | Mannschaft                   | Tore  | Punkte |
| 1   | SC Weißensee                 | 16:4  | 4:0    |
| 2   | SV DVP Rostock               | 06:10 | 2:2    |
| 3   | BSG Chemiefaserwerk Premnitz | 07:15 | 0:4    |

Die beiden Gruppensieger qualifizierten sich für die Hauptrunde.

### Hauptrunde
In der Hauptrunde traten die sechs siegreichen Mannschaften der Vorrunde und die Staffelersten der Zwischenrunde wieder in zwei Gruppen an.
| SV DVP Magdeburg – Neptun Rostock      | 09:3  |
| SV DVP Magdeburg – ZSG Meißen          | 07:2  |
| SV DVP Magdeburg – BSG Stahl Fraureuth | 06:5  |
| Neptun Rostock – BSG Stahl Fraureuth   | 10:10 |
| Neptun Rostock – ZSG Meißen            | 05:4  |
| ZSG Meißen – BSG Stahl Fraureuth       | 07:6  |

| BSG RFT Gera – SG Leipzig-Ost | 08:6 |
| BSG RFT Gera – SG Prittitz    | 10:4 |
| BSG RFT Gera – SC Weißensee   | 03:6 |
| SG Leipzig-Ost – SG Prittitz  | 07:5 |
| SG Leipzig-Ost – SC Weißensee | 05:2 |
| SC Weißensee – SG Prittitz    | 06:3 |

| Pl. | Mannschaft          | Tore  | Punkte |
| 1   | SV DVP Magdeburg    | 22:10 | 6:0    |
| 2   | BSG Neptun Rostock  | 18:23 | 4:2    |
| 3   | ZSG Meißen          | 13:18 | 2:4    |
| 4   | BSG Stahl Fraureuth | 21:23 | 1:5    |

| Pl. | Mannschaft     | Tore   | Punkte |
| 1   | SC Weißensee   | 14:11  | 4:2    |
| 2   | BSG RFT Gera   | 21:16  | 4:2    |
| 3   | SG Leipzig-Ost | 18:15  | 4:2    |
| 4   | SG Prittitz    | 12 :23 | 0:6    |

Die drei punktgleichen Mannschaften spielten gegeneinander in 15-minütigen Kurzspielen die endgültige Reihenfolge. Die erst- und zweitplatzierten Mannschaften ermittelten im Halbfinale die beiden Endspielgegner.

### Halbfinale
| BSG RFT Gera – SV DVP Magdeburg   | 9:4 |
| SC Weißensee – BSG Neptun Rostock | 8:4 |

### Spiel um Platz 3
| BSG Neptun Rostock – SV DVP Magdeburg | 9:4 |

### Endspiel
(22. Januar 1950)
| SC Weißensee – BSG RFT Gera | 5:4 |

## Endrunde Feldhandball der Männer
(16. April bis 14. Mai 1950)
Teilnahmeberechtigt an der Feldhandball-Endrunde waren die fünf Landesmeister aus Mecklenburg, Brandenburg, Sachsen-Anhalt, Sachsen und Thüringen. An vier Spieltagen im April und Mai 1950 traten die Mannschaften jeweils einmal gegeneinander an, wobei jedes Team zwei Heimspiele hatte. Titelverteidiger war die BSG Buckau-Wolf Fermersleben.
- 16. April: SG Leipzig-Eutritzsch (SN) – BSG Kunstseide Premnitz (BB) 12:3, ZSG BMW Eisenach (TH) – BSG Neptun Rostock (MB)
- 23. April: BSG Buckau-Wolf Fermersleben (SA) – ZSG BMW Eisenach, BSG Kunstseide Premnitz – BSG Neptun Rostock
- 30. April: BSG Neptun Rostock –  BSG Buckau-Wolf Fermersleben 8:9, SG Leipzig-Eutritzsch – ZSG BMW Eisenach
- 07. Mai: ZSG BMW Eisenach – BSG Kunstseide Premnitz, BSG Buckau-Wolf Fermersleben – SG Leipzig-Eutritzsch
- 14. Mai: BSG Neptun Rostock – SG Leipzig-Eutritzsch 5:8,  BSG Kunstseide Premnitz – BSG Buckau-Wolf Fermersleben 6:10

Das entscheidenden Spiel um die Feldhandball-Meisterschaft fand am 14. Mai 1950 in Rostock vor 10.000 Zuschauern statt. Zur Pause lag die BSG Leipzig-Eutritzsch noch mit 3:4 zurück. Mit Windunterstützung konnten die Leipziger das Spiel jedoch zum 8:5-Sieg drehen.

### Abschlusstabelle
| Pl. | Mannschaft                   | Tore  | Punkte |
| 1   | SG Leipzig-Eutritzsch        | 37:17 | 8:0    |
| 2   | BSG Buckau-Wolf Fermersleben | 35:30 | 6:2    |
| 3   | ZSG BMW Eisenach             | 24:26 | 2:6    |
| 4   | BSG Neptun Rostock           | 27:32 | 2:6    |
| 5   | BSG Kunstseidenwerk Premnitz | 19:37 | 2:6    |

### Meistermannschaft
| Tor: Groß – Feldspieler: Dietze, Erxleben, Stichler, Huth, Teubner, Klimmer, Ernst, Stein, Hennig, Hofmann |

## Endrunde Feldhandball der Frauen
An der Endrunde im um die Meisterschaft im Feldhandball der Frauen beteiligten sich unter anderem die Mannschaften
- BSG Vorwärts Südwest Leipzig
- BSG KWU Weimar
- ZSG Schuhmetro Weißenfels
- BSG Fortschritt Wismar und
- eine Mannschaft aus dem Land Brandenburg

In einer einfachen Punktspielrunde vom 16. April bis zum 14. Mai 1950 trat jeder gegen jeden an. Nach Abschluss der Punktspiele hatten Vorwärts Südwest Leipzig KWU Weimar jeweils 6:2 Punkte. Bei Punktgleichheit sah dea Reglement ein Entscheidungsspiel vor.

### Meisterschafts-Entscheidungsspiel
(4. April 1950)
| BSG Vorwärts Südwest Leipzig – BSG KWU Weimar 11:3 |